# East Brooklyn (Connecticut)
East Brooklyn és una concentració de població designada pel cens dels Estats Units a l'estat de Connecticut. Segons el cens del 2000 tenia 1.473 habitants.

## Demografia
Segons el cens del 2000, East Brooklyn tenia 1.473 habitants, 668 habitatges, i 378 famílies. La densitat de població era de 348,9 habitants/km².
Dels 668 habitatges en un 28,1% hi vivien nens de menys de 18 anys, en un 35,8% hi vivien parelles casades, en un 15,9% dones solteres, i en un 43,4% no eren unitats familiars. En el 37,7% dels habitatges hi vivien persones soles el 20,4% de les quals corresponia a persones de 65 anys o més que vivien soles. El nombre mitjà de persones vivint en cada habitatge era de 2,21 i el nombre mitjà de persones que vivien en cada família era de 2,87.
Per edats la població es repartia de la següent manera: un 25,2% tenia menys de 18 anys, un 7,9% entre 18 i 24, un 28,4% entre 25 i 44, un 19,3% de 45 a 60 i un 19,2% 65 anys o més.
L'edat mediana era de 38 anys. Per cada 100 dones de 18 o més anys hi havia 77,5 homes.
La renda mediana per habitatge era de 25.813 $ i la renda mediana per família de 34.265 $. Els homes tenien una renda mediana de 27.500 $ mentre que les dones 23.182 $. La renda per capita de la població era de 15.093 $. Aproximadament l'11,3% de les famílies i el 15,5% de la població estaven per davall del llindar de pobresa.

## Poblacions més properes
El següent diagrama mostra les poblacions més properes.